# شورلت بل ایر
شورلت بِل اِیر (به انگلیسی: Chevrolet Bel Air) خودرویی است که در سال‌های ۱۹۴۹ تا ۱۹۷۵توسط شرکت خودروسازی شورلت تولید شده‌است.
این خودرو در کلاس خودروهای اندازه بزرگ قرار گرفته و طراحی آن موتور جلو-محور عقب بوده است.

## نگارخانه

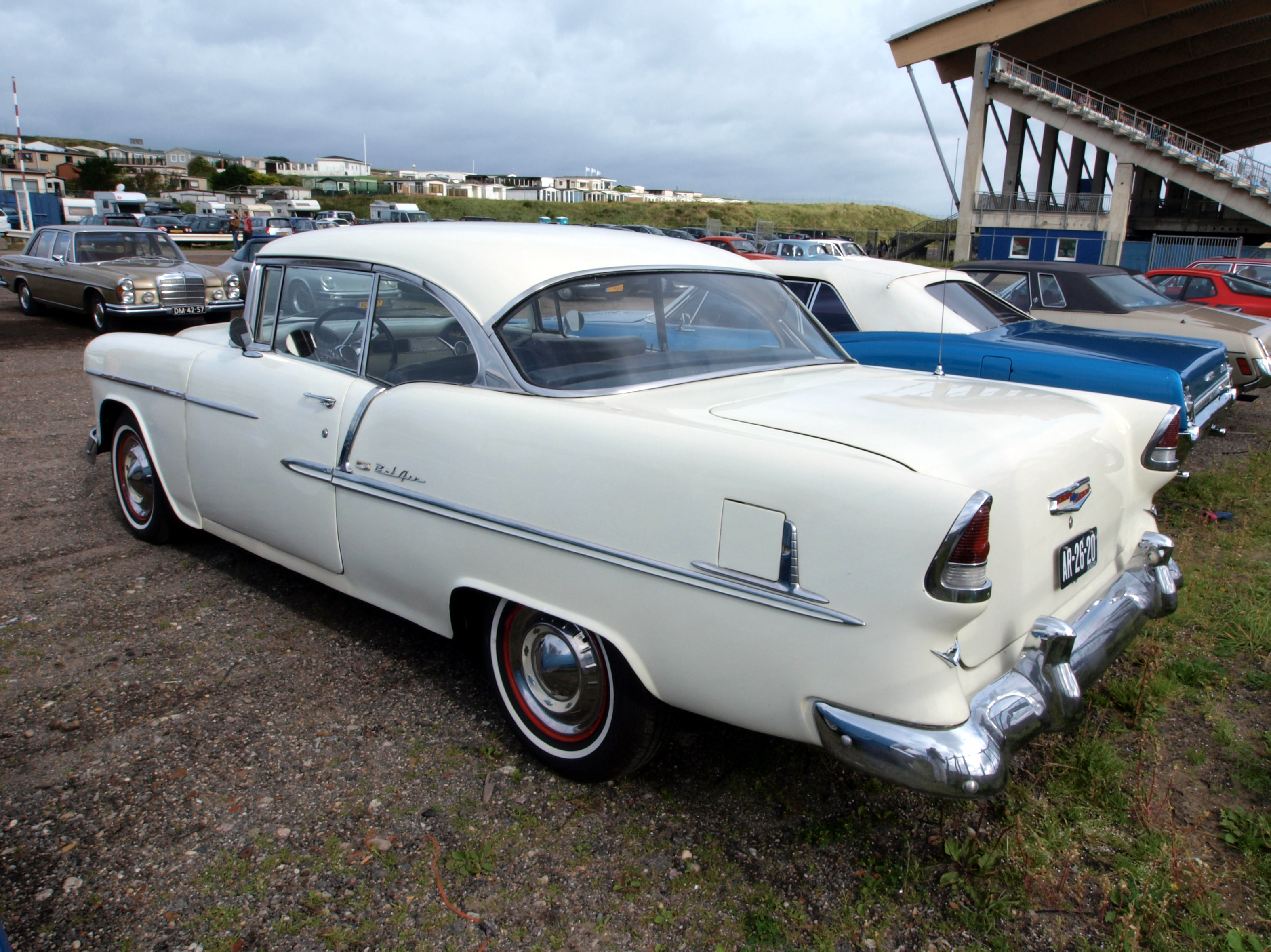
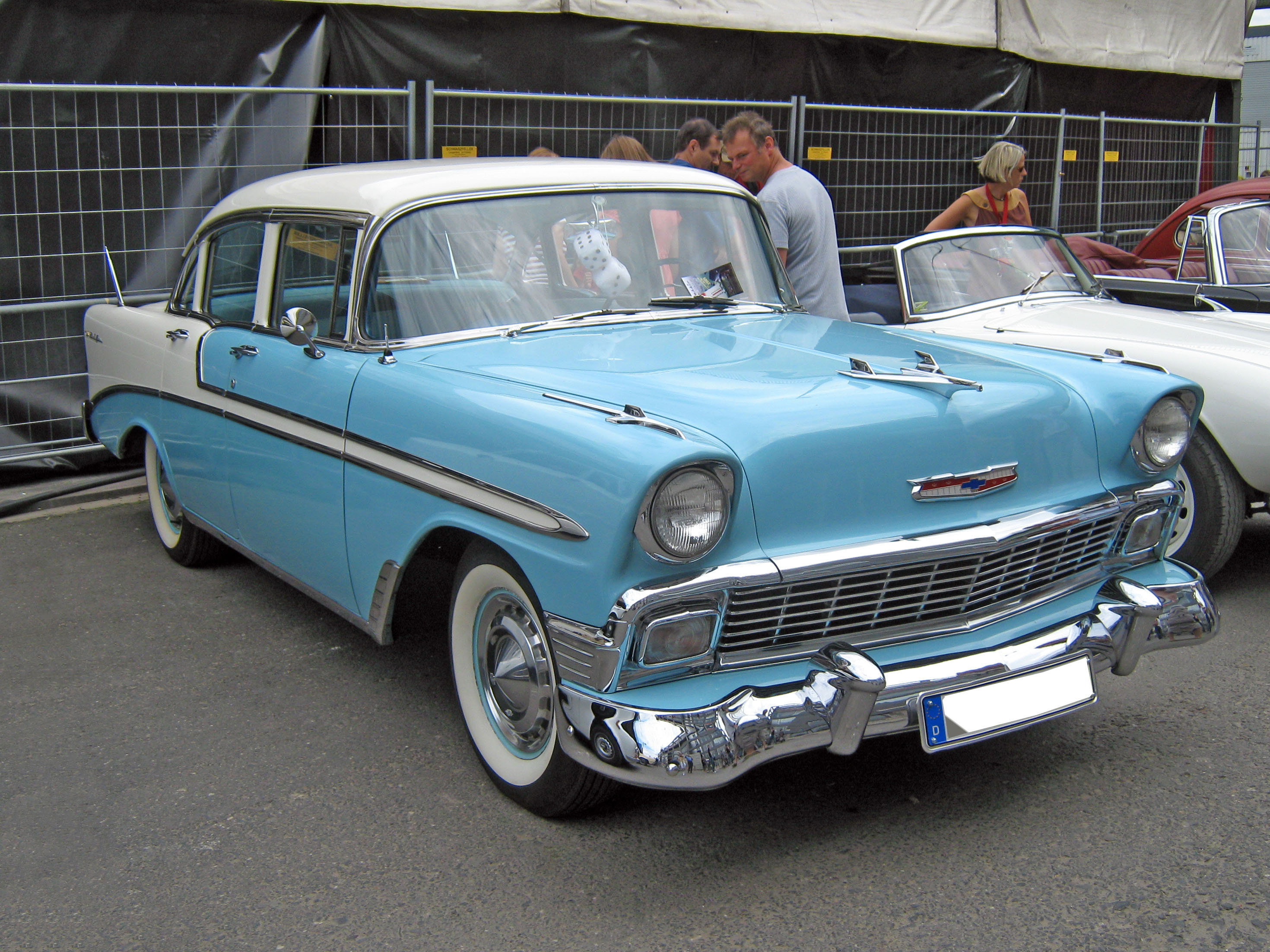
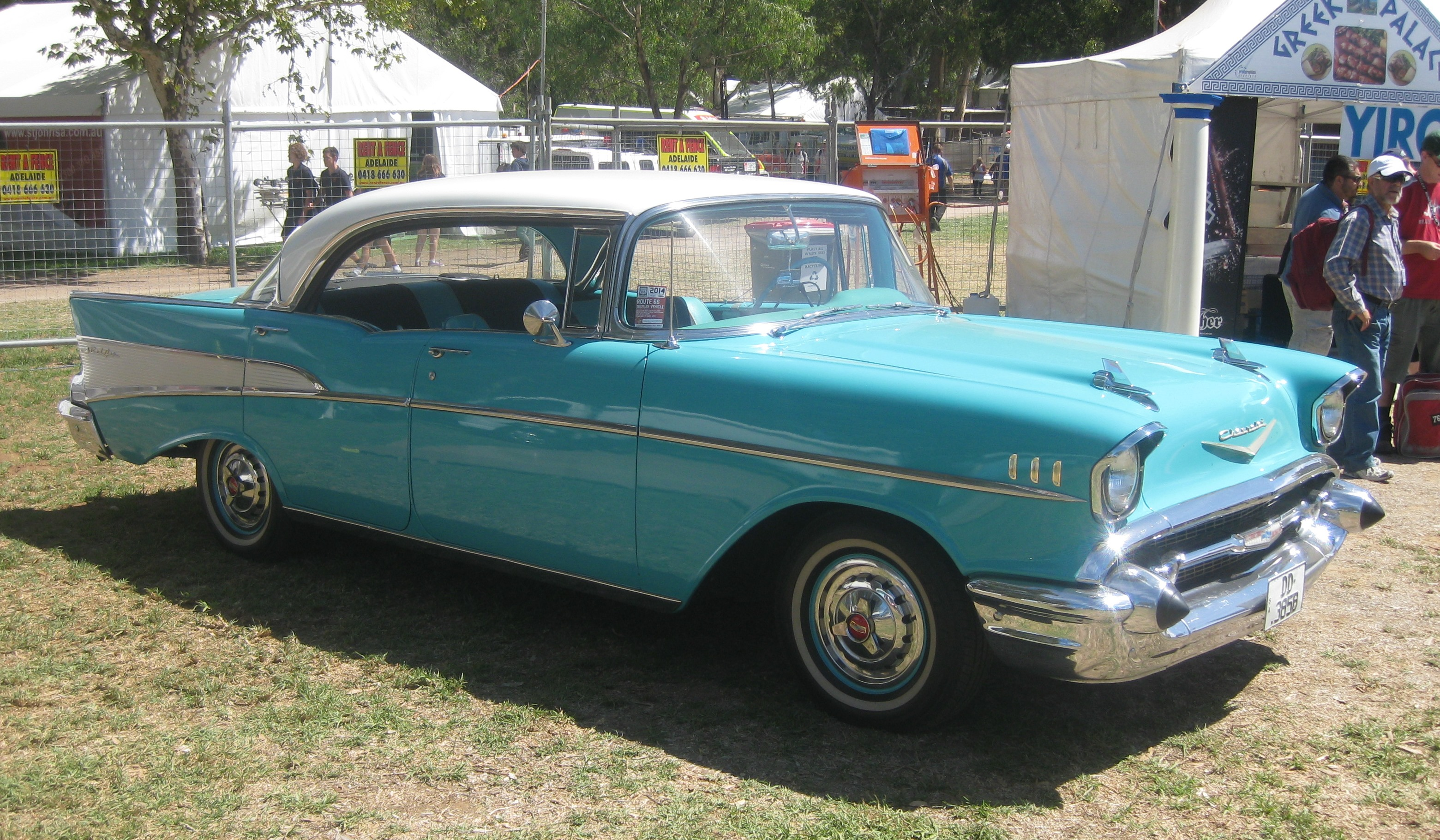
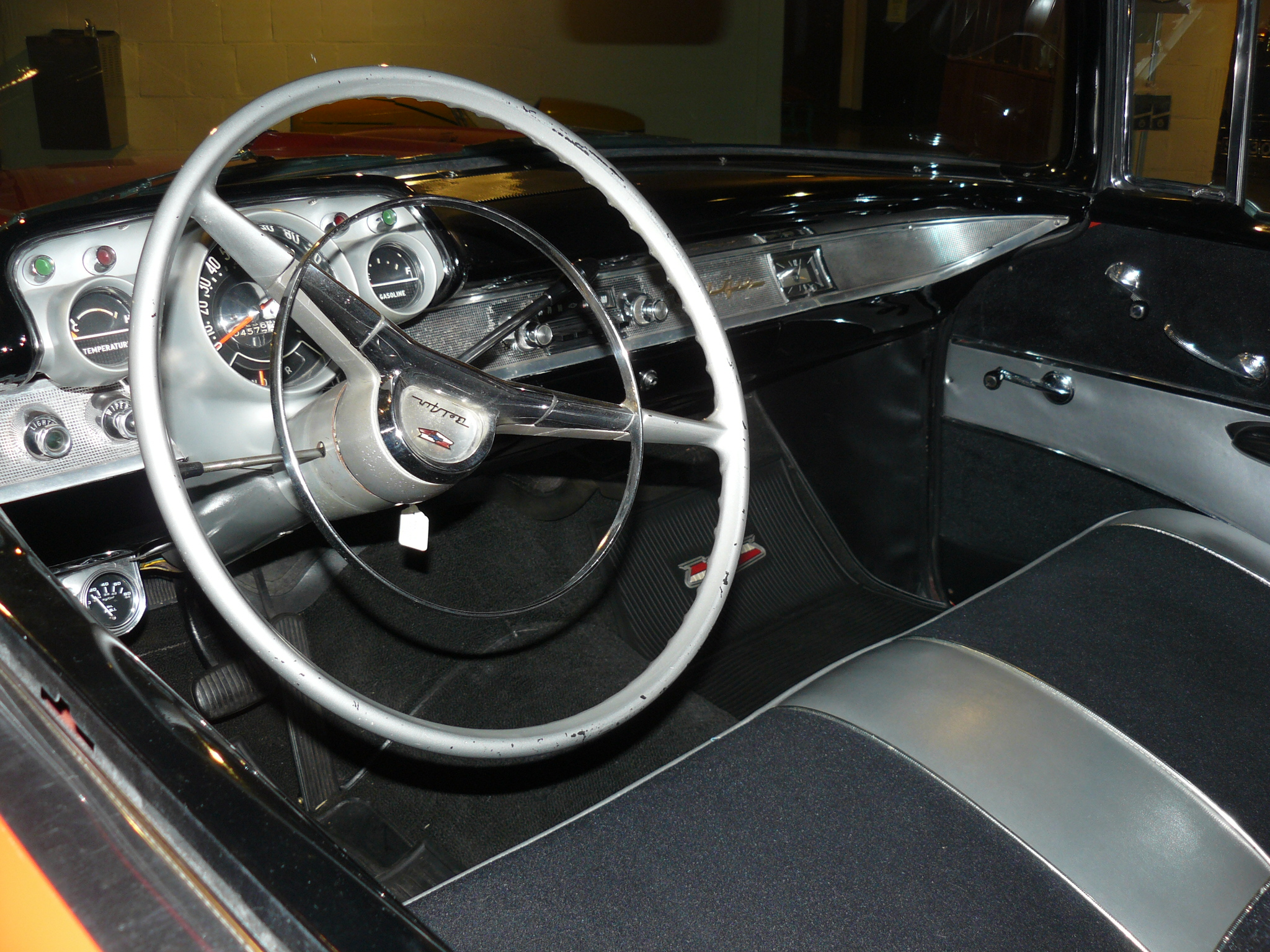